# Steve Archibald
Steven Archibald (Glasgow, 1956. szeptember 27. –) skót válogatott labdarúgó, edző. 

## Pályafutása

### Klubcsapatban
Pályafutását 1973-ban az East Stirlingshire csapatában kezdte. 1974 és 1977 között a Clyde játékosa volt. 1977 és 1980 között az Aberdeenben játszott, melynek tagjaként 1980-ban skót bajnoki címet szerzett. 1980-tól 1984-ig a Tottenhamet erősítette, mellyel két FA-kupát és egy UEFA-kupát nyert. 1984-ben a Barcelona szerződtette, ahol három évet töltött. 1985-ben spanyol bajnokságot, 1986-ban spanyol ligakupát nyert. Az 1987–88-as szezonban kölcsönadták a Blackburn Roversnek. 1988 és 1990 között a Hibernian volt a klubja. Később szerepelt még az Espanyol (1990), a St. Mirren (1990–91), a Clyde FC (1992), a Reading FC (1992), az Ayr United (1992) és a Fulham (1992) együttesében. 1994 és 1996 között az East Fife játékosedzője volt. 1996-ban az ír Home Farm csapatában fejezte be a pályafutását. 

### A válogatottban
1980 és 1986 között 27 alkalommal szerepelt a skót válogatottban és 4 gólt szerzett. Részt vett az 1982-es világbajnokságon, ahol az Új-Zéland elleni csoportmérkőzésen csereként állt be és gólt szerzett. Brazília és a Szovjetunió ellen már kezdőként kapott lehetőséget. Tagja volt az 1986-os világbajnokságon szereplő válogatott keretének is. Az NSZK elleni mérkőzésen a kezdőben kapott helyett, míg Dánia és Uruguay ellen nem lépett pályára.

## Sikerei, díjai
Aberdeen
- Skót bajnok (1): 1979–80

Tottenham
- Angol kupagyőztes (2): 1980–81, 1981–82
- Angol szuperkupagyőztes (1): 1981 (megosztva)
- UEFA-kupa győztes (1): 1983–84

FC Barcelona
- Spanyol bajnok (1): 1984–85
- Spanyol ligakupagyőztes (1): 1985–86